# Buttergelb
Buttergelb (C.I. Solvent Yellow 2) ist ein gelber Azofarbstoff aus der anwendungstechnischen Gruppe der Lösungsmittelfarbstoffe.

## Herstellung
Die Herstellung erfolgt durch Diazotierung von Anilin und anschließendes Kuppeln mit N,N-Dimethylanilin.

## Verwendung
Buttergelb findet Verwendung als Indikator bei Titrationen. Der Farbumschlag von Rot nach Gelb erfolgt im pH-Bereich von 2,9–4,0.

## Historisches
Unter der Bezeichnung Buttergelb wurde der Farbstoff bis ca. 1941 in Deutschland und bis ca. 1943 in der Schweiz zur Gelbfärbung von Butter und Margarine verwendet, wurde aber aufgrund der stark cancerogenen Wirkung 1949 verboten. Auf der 55. Tagung der Deutschen Gesellschaft für innere Medizin, die im Mai 1949 in Wiesbaden stattfand, warnte der Nobelpreisträger Adolf Butenandt öffentlich vor dessen Verwendung in Lebensmitteln. Als Butenandt seine Warnung aussprach, waren seit dem Verschwinden des gefährlichen Buttergelbs schon zehn Jahre verflossen. Im Jahre 1939 hatte die Forschung die krebserzeugenden Eigenschaften dieses Azo-Farbstoffes erkannt. Daraufhin veranlasste Hans Reiter, der Präsident des Reichsgesundheitsamtes, in den folgenden Jahren die Einschränkung beziehungsweise das Verbot seiner Verwendung und veranlasste die Herstellerfirmen, diesen und ähnliche Farbstoffe zurückzuziehen. Dies wurde auch umgehend befolgt, auf Anordnung der damaligen NS-Reichsregierung durften darüber jedoch keine Informationen an die Öffentlichkeit gelangen. Schon im Mai 1949, nur wenige Wochen nach dem Wiesbadener Kongress, erließ die Verwaltung für Ernährung und Landwirtschaft in Frankfurt eine Anordnung, die es verbot, Molkereierzeugnisse mit chemischen Farben zu färben.

## Regulierung
Über den Safe Drinking Water and Toxic Enforcement Act of 1986 besteht in Kalifornien seit 1. Januar 1988 eine Kennzeichnungspflicht, wenn Buttergelb in einem Produkt enthalten ist.
Die Verwendung von Solvent Yellow 2 ist in Deutschland seit 1. Mai 2009 über die Tätowiermittel-Verordnung als Permanent Make-up bzw. Tätowierfarbe verboten. In der EU wurde die Verwendung ab 5. Januar 2022 auf 0,1 % (1000 mg/kg) für ebendiese Verwendung begrenzt.

## Externe Links zu erwähnten Verbindungen
1. ↑  Externe Identifikatoren von bzw. Datenbank-Links zu (E)-Buttergelb:  CAS-Nr.: 25548-37-2, PubChem: 6053, ChemSpider: 5829, Wikidata: Q132132841.